# Sepulcre megalític de Ca na Costa
El Sepulcre megalític de Ca Na Costa és a la zona de ponent de l'illa de Formentera, entre els nuclis urbans de la Savina i es Pujols i vora la costa de llevant de l'Estany Pudent, hi ha restes arqueològiques del que probablement era un sepulcre megalític de caràcter religiós, en el punt més alt de la zona, dominant una àmplia panoràmica. A Formentera se'l coneix com "es Rellotge" per la semblança a un rellotge de sol.
Durant la dècada de 1970 es realitzà l'excavació del sepulcre que revelà la presència de pobladors prehistòrics a les illes Pitiüses, entre els anys 1900 i 1600 aC.
Després, es van tornar a fer investigacions i es va descobrir que va funcionar des del 2040 fins al 1600 a.C.
El sepulcre consta de les parts següents:
1. Corredor d'accés: format per dues fileres paral·leles de grandària mitjana, l'amplària de les quals es va eixamplant gradualment de l'entrada fins a arribar a la cambra; amb una llosa perforada que donava entrada a la cambra.
2. Cambra principal:és de planta circular, lleugerament el·líptica, composta per 7 grans lloses de pedra calcària amb una alçada mitjana de 2 m i col·locades en posició vertical.
3. Estructura exterior: És un sistema de contraforts concèntrics basat en dos anells de maçoneria seca.
4. Empedrat: Davant del corredor.

S'ha de remarcar que la suma del diferents elements arquitectònics del sepulcre megalític fa que sigui únic en el món, no n'hi ha d'altre que reuneixi tots aquests elements junts(cambra, llosa perforada,radials,plataforma exterior o murs de contenció).

## Altres restes del sepulcre
Al jaciment es van trobar diversos materials de ceràmica, lítics i ossis, tant d'ornament personal com de restes humanes pertanyents a les inhumacions efectuades a la cambra. Les ceràmiques són de grandària reduïda, pròpies de conjunts funeraris, hi predominen atuells de formes globulars, bols semiesfèrics i hemisfèrics.
Entre el material ossi destaquen dos petits dos petits enfilalls de collar d'os i quinze botons. Les restes humanes trobades a la cambra, encara que es trobaven en mal estat, determinen que en el sepulcre foren inhumades 8 persones (dues dones i sis homes) amb una altura mitjana d'1,50 i 1,60m, aproximadament; hi destaca un mascle d'uns 1,90 m. L'exterior del sepulcre disposava, aproximadament, de 24 lloses radials de les quals en queden 10. S'hi pot veure una plataforma externa concèntrica i de pedres.